# Orvasca eva
Orvasca eva är en fjärilsart som beskrevs av Alexander Schintlmeister 1994. Orvasca eva ingår i släktet Orvasca och familjen tofsspinnare. Inga underarter finns listade i Catalogue of Life.